# 俳句団体
俳句の団体について解説する。俳句に関する団体は全国的な組織から、学校・職場・地域の小規模な句会やサークルまで様々であるが、正岡子規によって開始された近代俳句はある時期から結社形式の組織に担われて発展した。また俳壇を組織化するためのいくつかの団体が全国規模で組織されており、国際的な団体もある。

## 結社
ある文学理念を提唱する主宰者の元で主に俳句雑誌を出すことを目的として集まった作家集団が俳句結社である。こうした形態は明治30年前後に短歌の世界で始まっており、落合直文のあさ香社(1893)、佐佐木信綱の竹柏会(1896)、与謝野鉄幹の東京新詩社(1899)などの例が早い。俳句の場合は正岡子規が、総合文芸雑誌『ホトトギス』や新聞の俳壇で活躍していたこともあり、同人誌を中心とした結社が形成されたのはそれよりは遅い。新傾向俳句の荻原井泉水が主宰した『層雲』は1911年の創刊であり、『ホトトギス』が同人制を実施したのは1924年のことである。『ホトトギス』は多くの俳人を育てたが、それらの俳人はやがて離脱してそれぞれの結社を組織し、互いに競い合うようになった。
2005年には全国の俳句結社数は800〜1000と推定されており、生成消滅を繰り返しながらも増加傾向にあるとされている。

## 協会
国内のあらゆる文化活動が大政翼賛会の中に組み込まれて行く中、1940年12月に高浜虚子や小野蕪子らの呼びかけで「国民詩たる俳句によって新体制に協力」する日本俳句作家協会を結成し、後にこれは日本文学報国会の俳句部会になった。戦後間もない昭和21年になると、戦前に弾圧されていた新興俳句の作家達を中心に 新俳句人連盟が結成されたが、その政治党派的運営に疑問を持つ俳人が多数脱会するに至っている。こうした中で、昭和22年に石田波郷の提言で、「表現の自由を前提とする現代俳句の向上」を創立目的として結成されたのが現代俳句協会である。しかし、無季俳句や前衛俳句を認める派と、伝統俳句を堅持する派との相違が激しくなり、昭和36年に分裂。伝統俳句陣営は社団法人俳人協会を設立した。この他、昭和32年には吉岡禅寺洞らにより口語俳句の一般化を提唱した口語俳句協会が、昭和39年には見學玄らにより全国俳誌協会が、昭和62年には稲畑汀子を中心として日本伝統俳句協会が設立された。また、俳句の国際化に伴い国内外の俳句交流の窓口を果たすための国際俳句交流協会(HIA)が、俳人協会、現代俳句協会、日本伝統俳句協会の支援を受けて1989年に設立されている。また、世界的な組織としては 世界俳句協会(WHA)が2000年に設立されており、世界各国200名の会員が登録されている。2018年には、松尾芭蕉による俳諧精神の復興とともに現代俳句の発展と国際化に寄与することを目的として、主にインターネットに特化した日本俳句協会(JHA)が設立されている。